# 1889 en science-fiction
| Années de la science-fiction : 1886 - 1887 - 1888 - 1889 - 1890 - 1891 - 1892    |
| Décennies de la science-fiction : 1850 - 1860 - 1870 - 1880 - 1890 - 1900 - 1910 |

L'année 1889 a connu, en matière de science-fiction, les faits suivants. 

## Naissances et décès

### Décès
- 18 août : Auguste de Villiers de L'Isle-Adam, écrivain français, né en 1838, mort à 50 ans.

## Parutions littéraires

### Romans
- Sans dessus dessous par Jules Verne.
- Un Yankee à la cour du roi Arthur par Mark Twain.
- New Amazonia: A Foretaste of the Future par Elizabeth Burgoyne Corbett[1].
- Dix mille ans dans un bloc de glace par Louis Boussenard.
- La Journée d’un journaliste américain en 2889 par Jules Verne

### Nouvelles
- La Journée d'un journaliste américain en 2889 par Jules Verne.